# Марицкий, Николай Васильевич
Николай Васильевич Марицкий (1923—1943) — старший сержант Рабоче-крестьянской Красной Армии, участник Великой Отечественной войны, Герой Советского Союза (1943).

## Биография
Николай Марицкий родился 22 мая 1923 года в селе Зуевка (ныне — Солнцевский район Курской области). Окончив школу, работал сначала трактористом в колхозе, позднее переехал в Хабаровск. В октябре [1940 год]а Марицкий был призван на службу в Рабоче-крестьянскую Красную Армию. Окончил полковую школу. С февраля 1943 года — на фронтах Великой Отечественной войны.
К сентябрю 1943 года гвардии старший сержант Николай Марицкий командовал орудием батареи 45-миллиметровых орудий 9-го гвардейского отдельного истребительно-противотанкового дивизиона 10-й гвардейской воздушно-десантной дивизии 37-й армии Степного фронта. Отличился во время битвы за Днепр. В составе своего дивизиона расчёт Марицкого переправился через Днепр в районе села Переволочна (ныне — Светлогорское Кобелякского района Полтавской области Украины). В боях на плацдарме Марицкий со своими подчинёнными подбил 3 немецких танка и уничтожил около роты солдат и офицеров противника. 14 октября 1943 года в критический момент боя Марицкий со связкой гранат бросился под танк и ценой собственной жизни подорвал его. Похоронен в братской могиле в селе Днепровокаменка (Верхнеднепровский район Днепропетровской области Украины).
Указом Президиума Верховного Совета СССР от 20 декабря 1943 года за «успешное форсирование реки Днепр, прочное закрепление плацдарма на западном берегу реки Днепр и проявленные при этом отвагу и геройство» гвардии старший сержант Николай Марицкий посмертно был удостоен высокого звания Героя Советского Союза. Также был награждён орденами Ленина и Красной Звезды, медалью «За боевые заслуги».